# 예산 최익현선생재실
예산 최익현선생재실은 대한민국 충청남도 예산군 광시면에 있는 건축물이다. 2011년 7월 20일 충청남도의 문화재자료 제415호로 지정되었다.

## 개요
최익현선생 묘소 앞에 위치하고 있으며 1909년 논산에 있던 면암선생의 묘소를 이곳으로 이장할 때 민가를 매입하여 재실로 사용하였다. 최익현선생재실은 살림집을 매입하여 재실로 사용하였기 때문에 건물의 배치는 조선시대 전통가옥의 배치형태를 지니고 있으며 ‘ㄱ’자형의 안채와 ‘-’자형의 사랑채가 안마당을 중심으로 하여 ‘ㄷ’자 형으로 배치되어 있다.
‘ㄱ’자형의 안채는 정면 5칸 측면 2칸 규모이고 안방의 전면으로 부엌 2칸을 돌출시켰으며 전면 2칸의 대청과 모서리 1칸의 마루를 중심에 두었으며, 서쪽에는 건넌방을 배치하였다. ‘-’자형 사랑채는 정면 5칸 측면 2칸 규모로 1칸의 마루를 중심으로 2칸의 큰 사랑방과 1칸의 작은사랑방을 배치하고 큰 사랑방의 측면에 누마루를 설치하였다.
최익현선생 재실은 전통가옥을 재실로 변환하여 사용하고 있는 예가 많지 않으며 건축구조와 양식적인 측면에서 조선후기의 건축사적 가치가 높다.

## 같이 보기
- 최익현

## 참고 자료
- 예산 최익현선생재실 - 국가유산청 국가유산포털
- 예산 최익현선생재실 보관됨 2014-11-29 - 웨이백 머신 - 예산군 / 보고싶은 전통 문화